# Wendy Beatriz Caishpal Jaco
Wendy Beatriz Caishpal Jaco (Ahuachapán, El Salvador, 1990) és una emprenedora, activista, oradora motivacional i portaveu pels drets de les persones amb discapacitat i supervivents de conflictes armats.
És representant d'El Salvador a l'Institut de Dones sobre Lideratge i Discapacitat (WILD) i Mobilitat Internacional dels Estats Units. També és fundadora i directora del projecte municipal Ahuachapán Sin Barreras (Ahuachapán Sense Barreres) que destaca per la seva tasca en defensa dels drets humans de les persones amb discapacitat.
Caishpal Jaco va ser nomenada per la British Broadcasting Corporation (BBC) com una de les 100 Dones de l'any, una llista de 100 dones inspiradores i influents de tot el món, de l'any 2020
També va ser condecorada pel municipi d'Ahuachapán el 27 de novembre del 2020 en el marc del Dia Internacional per l'eliminació de la violència contra la dona per la seva tasca en defensa de les dones.